# 伍德蘭希爾斯 (內布拉斯加州)
伍德蘭希爾斯（英語：Woodland Hills）是位於美國內布拉斯加州奧托縣的普查規定居民點。

## 人口
根據2020年美國人口普查的數據，伍德蘭希爾斯的面積為0.95平方千米，當中陸地面積為0.93平方千米，而水域面積為0.02平方千米。當地共有人口232人，而人口密度為每平方千米244.21人。